# Israëlische paradox
De Israëlische paradox is een term die verwijst naar de schijnbare tegenstrijdige epidemiologische waarneming dat Israëlische joden een relatief hoge incidentie van coronair lijden hebben ondanks een voedingspatroon dat relatief arm is aan verzadigde vetzuren. Dit gaat in tegen het wijdverspreide geloof dat een grote inname van deze vetten een risicofactor is voor coronair lijden. De paradox bestaat erin dat als de hypothese die inname van verzadigde vetzuren verbindt aan coronair lijden juist is, Israëli’s minder risico zouden lopen voor coronair lijden dan vergelijkbare landen waar de inname van verzadigde vetzuren hoger ligt.
De Israëlische paradox is een van de paradoxale vondsten in de medische literatuur met betrekking op de hypothese dat inname van verzadigde vetzuren geassocieerd is aan een toename in coronair lijden. De bekendste van deze paradoxen is de Franse paradox: ondanks een hogere inname van verzadigde vetzuren worden Fransen relatief weinig getroffen door coronair lijden.
De Israëlische paradox kan twee verklaringen hebben. De eerste is dat de hypothese die verzadigde vetzuren linkt aan coronair lijden niet volledig correct is (of in extremis volledig incorrect is). De tweede mogelijkheid is dat deze link wel correct is, maar dat er bijkomende factoren zijn in de Israëlische levensstijl, voedingspatroon of genen die een bijkomend risico op coronair lijden met zich mee brengen.

## Onderzoek naar de Israëlische paradox
Israëlische joden hebben een voedingspatroon dat rijker is aan linolzuur dan eender welke andere bevolkingsgroep te wereld. Linolzuur is de gemakkelijkst verkrijgbare plantaardige bron van omega 6-vetzuur en wordt in veel plantaardige oliën teruggevonden.
Susan Allport vat het als volgt samen: Israëli’s eten minder dierlijk vet, minder cholesterol en minder calorieën dan Amerikanen maar hebben evenveel hartziekten, obesitas, diabetes en vele kankers. Ze hebben, in vergelijking met de Amerikaanse voedselpyramide, een ideaal voedingspatroon, maar een ver van ideale gezondheid.
Een studie die meer dan 10.000 Israëlische mannen gedurende 23 jaar volgde, kon maar een zwak verband aantonen tussen coronaire sterfte enerzijds en inname van vetzuren anderzijds.

## Benoemen van de Israëlische paradox
De term "Israëlische paradox" werd voor het eerst gebruikt door Daniel Yam, Abraham Eliraz en Elliot Berry in 1996. Hier beschreven de auteurs dat Israëli’s merkelijk meer poly-onverzadigde vetzuren aten dan Amerikanen en Europeanen.

## Verwijzingen
1. ↑  Susan Allport, The Queen Of Fats: Why Omega-3s Were Removed From The Western Diet And What We Can Do To Replace Them. Berkeley: University of California Press, 2006
2. ↑  U. Goldbourt et al., “Factors Predictive of Long-Term Coronary Heart Disease Mortality Among 10,059 Male Israeli Civil Servants and Municipal Employees: A 23-Year Mortality Follow-up to the Israeli Ischemic Heart Disease Study.” Cardiology 82 (1993), 100-121.
3. ↑  Daniel Yam, Abraham Eliraz and Elliot Berry, “Diet and Disease—The Israeli Paradox: Possible Dangers of a High Omega-6 Polyunsaturated Fatty Acid Diet” in Israel Journal of Medical Sciences 32 (1996): 1134-43.